# Tauriac, Gironde
 Tauriac  là một xã thuộc tỉnh Gironde trong vùng Aquitaine tây nam nước Pháp. Xã này nằm ở khu vực có độ cao trung bình 20 mét trên mực nước biển.